# Тарапіда
Тарапіда (*гінді तारपीड, д/н — 723) — самраат Кашмірської держави в 719—723 роках.

## Життєпис
Походив з династії Каркота. Другий син самраата Пратападітьї. При народженні отримав ім'я Удаядітья. 719 року спадкував владу. Змінив ім'я на Тарапіда. Кальхана називає його тираном за переслідування брагманів. Ймовірно це була помста за вбивство брата Чандрапіду. 720 року прийняв посольство від танського імператора Сюань-цзуна, що привезло для померлого Чандрапіди титул «вана Кашміру». Підтримував буддизм в державі.
Відправляв війська на допомогу місцевому населенню Забулістана, що повстало проти влади арабів, але без значного успіху. Втім головні зусилля зосередив на протистоянні Тибетській імперії, яка 720 року підкорила Балтистан з династією Великих Патолшахів. У 721/722 роках допоміг Малим Патолшахам (Гілгіт) відбити напад тибетців. В подальшому діяв спільно з танськими військами.
724 року раптово помер, ймовірно був отруєний, за легендою — від магічних обрядів брагманів. Йому спадкував молодший брат Лалітадітья Муктапіда.